# Saint-Barthélemy-le-Plain
Saint-Barthélemy-le-Plain är en kommun i departementet Ardèche i regionen Auvergne-Rhône-Alpes i sydöstra Frankrike. Kommunen ligger  i kantonen Tournon-sur-Rhône som ligger i arrondissementet Tournon-sur-Rhône. År 2022 hade Saint-Barthélemy-le-Plain 859 invånare.

## Befolkningsutveckling
Antalet invånare i kommunen Saint-Barthélemy-le-Plain
Referens: INSEE